# Otto Griepenkerl (Paläontologe)
Otto Griepenkerl  (* 1820; † 1888) war ein deutscher Arzt und Paläontologe.

## Leben
Griepenkerl stammte aus einer bekannten Braunschweiger Familie: Er war der Sohn des Literaturprofessors am Collegium Carolinum Friedrich Conrad Griepenkerl (1782–1849) und Bruder des Dichters (Autor eines Robespierre-Dramas) und Literaturprofessors am Carolinum (bis 1844) Wolfgang Robert Griepenkerl (1810–1868). Ab 1840 studierte er Medizin in Göttingen.
Griepenkerl war 1861 bis 1886 niedergelassener Arzt in Königslutter am Elm. Er war Fossiliensammler im Muschelkalk des Elm und in der nördlich von Königslutter aufgeschlossenen Kreide-Stufe des Senon (heute Santonium bis Maastrichtium in der Oberkreide).
Von ihm stammen einige Erstbeschreibungen, unter anderem des Cephalopoden Noetlingites strombecki (Griepenkerl 1860), den er nach August von Strombeck benannte. Eine Hauptsammelstelle war die alte Göesche Mergelgrube an der Straße von Boimstorf nach Lehre. Nach Otto Klages ehrte ihn die Niederländische Geologische Gesellschaft bei ihrer Tagung in Königslutter 1959 auf der Exkursion zu dieser Grube mit einer Schweigeminute in Anerkennung seiner Verdienste. In seiner Schrift von 1889 beschrieb er rund 150 Arten aus dieser Fundstelle.

## Schriften
- Eine neue Ceratiten-Form aus dem untersten Wellenkalke. In: Zeitschrift der Deutschen geologischen Gesellschaft. Band 12, 1860, S. 816–820.
- Die Versteinerungen der Senonen Kreide von Koenigslutter im Herzogthum Braunschweig. Berlin, G. Reimer, 1889, Online über die digitale Bibliothek Braunschweig.